# 板橋区立教育科学館
板橋区立教育科学館（いたばしくりつきょういくかがくかん、英称:ITABASHI EDUCATION SCIENCE HALL）は、東京都板橋区常盤台4-14-1にある科学館である。

## 設立
近接する板橋区立平和公園とともに旧東京教育大学跡地を活用している。特別区内では港区立みなと科学館などとともに区が科学教育を支援する数少ない事例である。

## 施設
- プラネタリウム
- 科学展示室

## 展示物

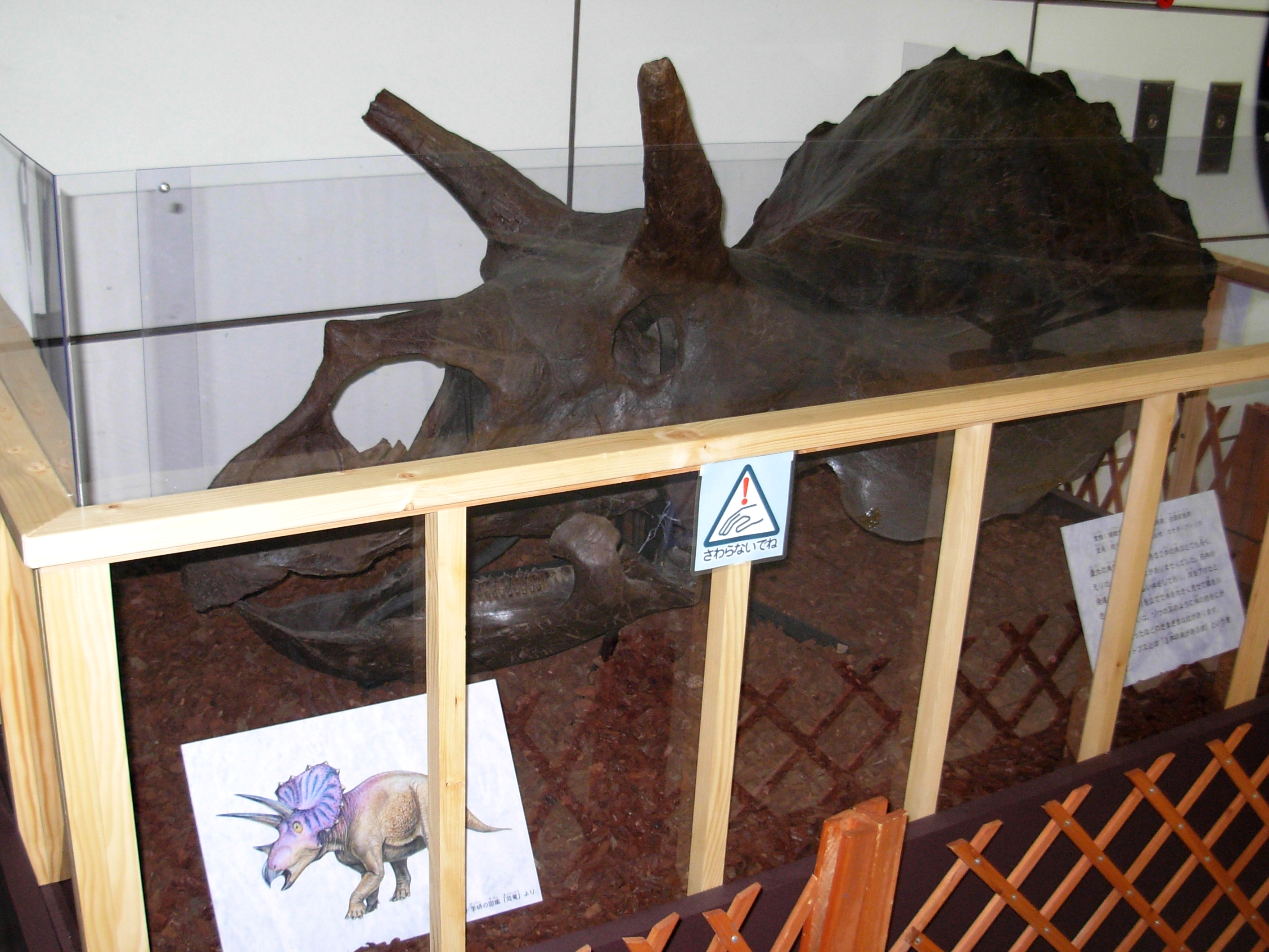
トリケラトプスの頭部の化石

- トリケラトプスの頭部の化石（実物）
- エドモントサウルスの脚部の化石（実物）

## 交通
- 東武東上線上板橋駅北口よりときわ台駅方向徒歩約5分。